# Ernassa
Genre
 Ernassa est un genre de lépidoptères (papillons) sud-américains de la famille des Erebidae et de la sous-famille des Arctiinae.

## Systématique
Le genre Ernassa a été décrit par l'entomologiste britannique Francis Walker en 1856 ,.
L'espèce type pour le genre est Phalaena justina Stoll, 1782.

## Liste des espèces
Selon FUNET Tree of Life (30 octobre 2020) :
- Ernassa justina (Stoll, 1782)
- Ernassa cruenta (Rothschild, 1909)
- Ernassa ignata Travassos, 1944
- Ernassa sanguinolenta (Cramer, 1779)
- Ernassa gabriellae Travassos, 1954